# Interkozmosz–11
Interkozmosz–11 (IK-11) szovjet tudományos napfizikai  műhold, a szocialista országok közös Interkozmosz űrprogramjának egysége.

## Jellemzői
1974. május 17-én a Kapusztyin Jar rakétakísérleti lőtérről a Majak–2 indítóállásából egy Interkozmosz hordozórakéta a Kosmos-3M (11K65M) – 85. eredményes felbocsátás – segítségével indították Föld körüli, közeli körpályára. Az orbitális egység pályája 94.5 perces, 50.7 fokos hajlásszögű, elliptikus pálya-perigeuma 484 kilométer, apogeuma 526 kilométer volt. Energiaellátását akkumulátorok és napelemek összehangolt egysége biztosította. Feladata, felépítése, tudományos programja megegyezett az Interkozmosz–1, Interkozmosz–4,  Interkozmosz–7  műholdakéval. Hasznos tömege 400 kilogramm. Aktív szolgálati idejét 1979. szeptember 6-án, 1938 nap után fejezte be, a Föld légkörébe érve elégett.

## Külső hivatkozások
- Interkozmosz–11. skyrocket.de. (Hozzáférés: 2012. december 16.)
- Interkozmosz–11. skyrocket.de. (Hozzáférés: 2012. december 16.)

| Elődje: Interkozmosz–10 | Interkozmosz sorozat 1969–1994 | Utódja: Interkozmosz–12 |